# Armstrong Whitworth F.K.3
El Armstrong Whitworth F.K.3 era un biplano multirol británico de la Primera Guerra Mundial utilizado por el Royal Flying Corps y construido por la fábrica Armstrong Whitworth Aircraft.

## Historia
El diseñador holandés Frederik Koolhoven se incorporó a la fábrica Armstrong Whitworth Aircraft en 1914. El desarrolló una serie de aeronaves que se caracterizaban por llevar sus iniciales (FK) como designación para sus diseños. El F.K.3 fue su primer diseño y estaba basado en el avión Royal Aircraft Factory BE.2c, el cual en ese momento estaba siendo construido por la Armstrong Whitworth para el Royal Flying Corps. Su diseño fue pensado como una mejora del avión de origen, al proveerle una estructura más simplificada. Las pruebas de vuelo en Upavon en mayo de 1916 comprobaron que el F.K.3 tenía un mejor desempeño que el BE.2c. Armstrong Whitworth fue favorecida con un contrato para construir 150 unidades conjuntamente con otras 350 a ser construidas por la fábrica Hewlett & Blondeau en Luton. Las unidades producidas del F.K.3 tenían las posiciones del piloto y el observador cambiadas en relación con el orden observado en el prototipo (y también en el BE.2c), de tal manera que el piloto se sentaba en el frente, mientras que el observador ocupaba el asiento trasero, permitiendo que el observador tuviera un mayor campo de visión y de fuego.

## Servicio operacional
Solo una unidad expedicionaria recibió el F.K.3 (la unidad era el 47.º Squadron del RFC acantonado en Salónica), todas las demás aeronaves estaban asentadas en territorio británico. La mayoría de las unidades fueron utilizadas como aviones de entrenamiento hasta que posteriormente fueron reemplazadas por el Avro 504.

## Operadores
- Reino Unido: Royal Flying Corps Escuadrón RFC Nº47

## Especificaciones (F.K.3)
Referencia datos: The British Bomber since 1914

### Características generales
- Tripulación: 2 (piloto y observador).
- Longitud: 8,8 m (29 ft)
- Envergadura: 12,2 m (40 ft)
- Altura: 3,6 m (11,9 ft)
- Superficie alar: 41,1 m² (442,4 ft²)
- Peso vacío: 629 kg (1386,3 lb)
- Peso máximo al despegue: 983 kg (2166,5 lb)
- Planta motriz: 1×  R.A.F 1A.
  - Potencia: 67 kW (92 HP; 91 CV)

### Rendimiento
- Velocidad máxima operativa (Vno): 143 km/h (89 MPH; 77 kt)
- Techo de vuelo: 3660 m (12 008 ft)
- Régimen de ascenso: 1,3 m/s (264 ft/min)

### Armamento
- Ametralladoras: 1× Ametralladora Lewis 7,7 mm en afuste móvil en puesto del observador.
- Bombas: 51 kg de bombas convencionales sin observador.

## Contenido relacionado

### Secuencia de designación
F.K.1 – F.K.2 - F.K.3 – F.K.5 – F.K.8